# 明日の記憶/Crazy Moon〜キミ・ハ・ムテキ〜
『明日の記憶/Crazy Moon〜キミ・ハ・ムテキ〜』（あしたのきおく/クレイジー ムーン キミ・ハ・ムテキ）は、日本の男性アイドルグループ・嵐の通算26枚目となるシングル。2009年5月27日にジェイ・ストームから発売された。

## 概要
前作に引き続いて両A面シングル。両A面シングルを2作連続でリリースするのは嵐としては初となる。前作と同様で3タイプで発売。初回限定盤1には「明日の記憶」のPV、初回限定盤2には「Crazy Moon〜キミ・ハ・ムテキ〜」のPV、通常盤にはそれぞれのオリジナル・カラオケとともに収録されている。なお、今作にはカップリング曲が収録されていない。カップリング曲が収録されていないのは、11thシングル「ハダシの未来/言葉より大切なもの」以来。
U-12向けステッカージャケット付きの初回プレス分も販売された。
「明日の記憶」はメンバーの櫻井翔主演日本テレビ系土曜ドラマ『ザ・クイズショウ』主題歌。日本テレビの土曜ドラマ枠での主題歌は10thシングル「とまどいながら」以来である。また「truth/風の向こうへ」から前作の大野智のソロ曲「曇りのち、快晴」を含めると4クール連続でドラマ主題歌を手掛けたことになり、前作の映画「ヤッターマン」に引き続き2作連続で櫻井主演の作品の主題歌を手掛けたことになる。PV監督は、島田大介。
「Crazy Moon〜キミ・ハ・ムテキ〜」はコーセー「エスプリーク・プレシャス」CMソング。レコーディング中の仮タイトルは「MUTEKI」だった。こちらはTBS系『うたばん』にて、発売約1ヶ月前での披露となり、CM自体も2009年初頭から放送されていた。また、ダンスの振り付けは屋良朝幸（Musical Academy）が担当し、PV撮影は幕張メッセで行われた。PVの監督は、「サクラ咲ケ」「truth」「風の向こうへ」「Believe」も手がけた須永秀明。
発売日はメンバーの松本潤主演のTBS系ドラマ『スマイル』の主題歌である椎名林檎の「ありあまる富」と同日であった。

## チャート成績
発売前日の2009年5月26日付オリコンデイリーシングルチャートで推定売上枚数約23.0万枚を記録し、初登場で1位にランクインした。
2009年6月8日付オリコン週間シングルチャートで初登場1位を獲得した。同チャートでの1位獲得は「PIKA★★NCHI DOUBLE」から15作連続、通算22作目である。初動売上は約50.2万枚となり、累計売上は62万枚。前作に引き続き50万枚を突破した。また、僅かながら前作の初動売上を上回っている。同一アーティストによるシングルの初動売上が2作連続で50万枚を突破するのは、桑田佳祐が「波乗りジョニー」「白い恋人達」で達成して以来7年7か月ぶりである。
2009年度オリコン上半期シングルチャートでは、集計期間が2週間分のみであったものの、売上枚数約55.6万枚を記録し、前作「Believe/曇りのち、快晴」に続く2位にランクインした。同一アーティストによる上半期シングル1位、2位独占は1988年の光GENJI以来21年ぶりである。
2009年10月のゴールド等認定でダブル・プラチナに認定された。

## 収録曲

### CD

#### 通常盤・初回限定盤1
※（オリジナル・カラオケ）は通常盤のみ収録。
1. 明日の記憶 [4:59]
作詞・作曲：平義隆
編曲：石塚知生, 佐々木博史
  - 櫻井翔主演 日本テレビ系土曜ドラマ『ザ・クイズショウ』主題歌
2. Crazy Moon〜キミ・ハ・ムテキ〜 [4:02]
作詞：Soluna
作曲・編曲：HYPER SLIPPER
  - コーセー「エスプリーク・プレシャス」CMソング
3. 明日の記憶（オリジナル・カラオケ）
4. Crazy Moon〜キミ・ハ・ムテキ〜（オリジナル・カラオケ）

#### 初回限定盤2
1. Crazy Moon〜キミ・ハ・ムテキ〜
2. 明日の記憶

### DVD

#### 初回限定盤1
1. 「明日の記憶」ビデオ・クリップ

#### 初回限定盤2
1. 「Crazy Moon〜キミ・ハ・ムテキ〜」ビデオ・クリップ

## 収録アルバム
オールタイム・ベストにのみ収録。
- 5×10 All the BEST! 1999-2009（#1, 2）
- 5×20 All the BEST!! 1999-2019（#1, 2）

## 映像作品
明日の記憶
- ARASHI Anniversary Tour 5×10
- ARASHI LIVE TOUR Beautiful World
- This is 嵐 LIVE 2020.12.31

Crazy Moon〜キミ・ハ・ムテキ〜
- ARASHI Anniversary Tour 5×10
- ARASHI LIVE TOUR Beautiful World
- ARASHI アラフェス'13 NATIONAL STADIUM 2013
- ARASHI Anniversary Tour 5×20